# Rosalie (film 1966)
Rosalie è un cortometraggio del 1966 diretto da Walerian Borowczyk, basato sul racconto Rosalie Prudent di Guy de Maupassant.
È stato presentato in concorso alla 16ª edizione del Festival di Berlino, dove ha ricevuto l'Orso d'argento, premio della giuria.

## Trama
La giovane domestica Rosalie, sotto processo per aver ucciso i due gemelli che ha avuto da un militare, racconta in modo patetico la sua versione dei fatti: la storia della sua seduzione, della gravidanza e di come ha soppresso i suoi figli perché non avrebbe guadagnato abbastanza per mantenerli.

## Distribuzione
Dopo il Festival di Berlino, Rosalie è stato proiettato al Locarno Festival, al Festival del cinema di Cracovia e, in anni più recenti, al Lausanne Underground Film and Music Festival (20 ottobre 2013) e al Gdynia Film Festival (17 settembre 2014).

## Riconoscimenti
- 1966 – Festival internazionale del cinema di Berlino
  - Orso d'argento, premio della giuria (cortometraggi)[1]
- 1966 – Locarno Festival
  - Menzione speciale per il miglior cortometraggio[1]
- 1967 – Festival internazionale del cinema di Cracovia
  - Premio speciale della giuria